# Good Old Days (песня)
«Good Old Days» (рус. Старые добрые времена) — совместный сингл американского рэпера Маклемор и певицы Кеши, изданный 9 октября 2017 года. Он был написан Маклемором, Кешей, Будо, Эндрю Джослином, Сэмом Уишкоски и Тайлером Эндрюсом, со стихами, написанными Маклемором и Кешей, а постановка - Budo.

## Предыстория и релиз
18 января 2017 года Маклемор опубликовал фотографию его и Кеши вместе в Instagram, намекая на предстоящее сотрудничество. Песня впервые появилась в трек-листе Близнецов, который был обнародован 22 августа 2017 года.

## Музыкальное видео
Маклемор и Кеша ехали на автобусе в гости, встречают знакомыми людьми, потом Маклемор общается с хорошими людьми. Маклемор пошёл на озеро покупаться вместе с гостями. Наступил вечер и Маклемор с Кешей пошёл на праздник праздновать кому-нибудь с днём Рождения

## Выступления
25 сентября 2017 года Маклемор исполнил «Good Old Days» с Кешей на шоу The Ellen DeGeneres Show. Они дали своё второе телевизионное исполнение песни на церемонии вручения наград Billboard Music Awards 20 мая 2018 года.

## Чарты
| Чарт (2017–2018)                           | Пиковая позиция |
| ------------------------------------------ | --------------- |
| Австралия (ARIA)                           | 8               |
| Australia Urban (ARIA)                     | 3               |
| Австрия (Ö3 Austria Top 40)                | 24              |
| Бельгия/Фландрия (Ultratip Bubbling Under) | 32              |
| Бельгия/Валлония (Ultratip Bubbling Under) | 27              |
| Канада (Billboard Canadian Hot 100)        | 40              |
| Чехия (Singles Digitál Top 100)            | 34              |
| Ecuador (National-Report)                  | 23              |
| France Downloads (SNEP)                    | 56              |
| Германия (GfK)                             | 50              |
| Венгрия (Single Top 40)                    | 34              |
| Венгрия (Stream Top 40)                    | 39              |
| Ireland (IRMA)                             | 34              |
| Нидерланды (Single Top 100)                | 80              |
| New Zealand (Recorded Music NZ)            | 14              |
| Португалия (AFP)                           | 87              |
| Шотландия (OCC Scotland)                   | 64              |
| Словакия (Rádio — Top 100)                 | 34              |
| Словакия (Singles Digitál Top 100)         | 36              |
| Sweden (Sverigetopplistan)                 | 83              |
| Швейцария (Schweizer Hitparade)            | 24              |
| Великобритания (OCC UK Singles)            | 79              |
| США (Billboard Hot 100)                    | 48              |
| США (Billboard Adult Contemporary)         | 18              |
| США (Billboard Adult Pop Airplay)          | 3               |
| США (Billboard Dance/Mix Show Airplay)     | 26              |
| США (Billboard Hot Rap Songs)              | 19              |
| США (Billboard Pop Airplay)                | 11              |
| США (Billboard Rhythmic)                   | 20              |

| Чарт (2017)      | Позиция |
| ---------------- | ------- |
| Australia (ARIA) | 88      |

| Чарт (2018)                      | Позиция |
| -------------------------------- | ------- |
| US Mainstream Top 40 (Billboard) | 40      |

## Релиз
| Регион            | Даты                                      | Формат                                                        | Лейблы     |
| ----------------- | ----------------------------------------- | ------------------------------------------------------------- | ---------- |
| Весь мир          | 19 сентября, 2017                         | Цифровая дистрибуция                                          | Bendo      |
| Соединённые Штаты | 9 октября 2017 года, 10 октября 2017 года | Горячее взрослое современное радио, Современное хитовое радио | Macklemore |
| Великобритания    | 9 октября 2017 года                       | Цифровая дистрибуция                                          | Sony       |